# Hirtzbach
Hirtzbach település Franciaországban, Haut-Rhin megyében. Lakosainak száma 1438 fő (2022. január 1.). Hirtzbach Carspach, Hindlingen, Fulleren, Largitzen, Hirsingue és Altkirch községekkel határos.

## Népesség
A település népességének változása:
| Lakosok száma | 1397 | 1416 | 1451 | 1442 | 1452 | 1462 | 1477 | 1458 | 1438 |
|               | 2013 | 2015 | 2016 | 2017 | 2018 | 2019 | 2020 | 2021 | 2022 |